# Божами
Божами (груз. ბოჟამი) — село в Грузии, на территории Каспского муниципалитета края (мхаре) Шида-Картли.

## География
Село находится в центральной части Грузии, к востоку от реки Лехуры, на расстоянии приблизительно 7 километров (по прямой) к северу от города Каспи, административного центра муниципалитета. Абсолютная высота — 791 метр над уровнем моря.

## Население
По результатам официальной переписи населения 2014 года, в Божами проживало 185 человек (92 мужчины и 93 женщины). В национальной структуре населения грузины составляли 96,8 %, осетины — 2,7 %, русские — 0,5 %.
| Год  | Население, человек |
| ---- | ------------------ |
| 2002 | 251                |
| 2014 | ↘ 185              |